# Bassa (Einheit)
Die Bassa war einmal ein italienisches Volumen- und Flüssigkeitsmaß und ein anderes Mal ein Gewichtsmaß.
In der Maßkette gehörte sie zu den Kleineren und so ordnete sich das Maß ein:
- 1 Brenta = 3 Staja = 6 Mina = 12 Quartaro = 16 Bassa = 48 Pinta = 96 Boccale
- Weinmaß in Mailand
  - 1 Bassa = 6 Boccali = 238 Pariser Kubikzoll = 4 ¾ Liter
- Ölmaß in Venedig und Verona
  - 3 1/5 Bassa = 1 Miro
  - 129 Bassa = 1 Migliajo
- Ölmaß in Venedig
  - 1 Bassa = 4452 Gramm
- Öl- und Weinmaß in Verona 
  - 1 Bassa = 4083 ¾ Gramm
  - 1 Bassa = 228 7/8 Pariser Kubikzoll = 4 ½ Liter